# Jerkalnadějpur
Jerkalnadějpur (rusky Еркалнадейпур) je řeka v Jamalo-něneckém autonomním okruhu Ťumeňské oblasti v Rusku. Je 423 km dlouhá. Povodí má rozlohu 7210 km².

## Průběh toku
Pramení ve východní části Sibiřských úvalů a teče nejprve západním směrem a níže se stáčí na sever. Koryto je velmi členité. Je pravou zdrojnicí Ajvasedapuru (povodí Puru).

## Vodní stav
Zdroj vody je smíšený. Průměrný roční průtok vody činí přibližně 60 m³/s. Nejvyšších vodních stavů dosahuje v květnu a v červnu. Na konci léta a na podzim dochází k povodním, které jsou způsobené dešti.